# Mimosaceae
Famille
Classification APG II (2003)
Classification APG III (2009)
La famille des Mimosaceae regroupe des plantes de l'ordre des Fabales. Ce sont des arbres ou des arbustes des tropiques ou des sous-tropiques. La classification se basant actuellement sur des analyses phylogénétiques
rend cette famille obsolète. Les genres sont les mêmes que ceux de la sous-famille des Mimosoideae, notamment le genre Acacia qui comprend le plus d'espèces.

## Histoire
La famille des Mimosaceae a été créée en 1814 par le botaniste écossais Robert Brown (1773-1858).
Cette famille existe dans la classification classique de Cronquist (1981), mais n'existe plus dans la classification phylogénétique de l'APG : APG (1998), APG II (2003), APG III (2009) et APG IV (2016), qui abaissent ce groupe au rang de sous-famille : les Mimosoideae de la famille des Fabaceae.